# Saleh Abdulla
Saleh Abdulla Obaid Mohsen Al-Areefi (8 dicembre 1978) è un ex calciatore emiratino, di ruolo difensore.

## Caratteristiche tecniche
Terzino sinistro, poteva essere schierato anche come esterno di centrocampo.

## Carriera

### Nazionale
Ha debuttato in Nazionale il 23 luglio 2004, in Emirati Arabi Uniti-Corea del Sud (0-2). Ha messo a segno la sua prima rete con la maglia della Nazionale il 17 novembre 2004, nell'amichevole Emirati Arabi Uniti-Corea del Nord (1-0), gara in cui ha siglato la rete decisiva al minuto 58. Ha partecipato, con la Nazionale, alla Coppa d'Asia 2004. Ha collezionato in totale, con la maglia della Nazionale, 34 presenze e due reti.

## Palmarès

### Club

#### Competizioni nazionali
- Campionato emiratino di calcio: 1

Al-Jazira: 2010-2011
- Coppa degli Emirati Arabi Uniti: 3

Al-Ain: 2005-2006
Al-Jazira: 2010-2011, 2011-2012